# Dendrolirium
Dendrolirium – rodzaj roślin z rodziny storczykowatych (Orchidaceae). Obejmuje 12 gatunków występujących w Azji Południowo-Wschodniej i Oceanii w takich krajach i regionach jak: Andamany, Asam, Bangladesz, Borneo, Kambodża, Chiny, Himalaje, Hajnan, Indie, Jawa, Laos, Malezja Zachodnia, Mjanma, Nepal, Filipiny, Celebes, Sumatra, Tajlandia, Wietnam.

## Systematyka
Rodzaj sklasyfikowany do podplemienia Eriinae w plemieniu Podochileae, podrodzina epidendronowe (Epidendroideae), rodzina storczykowate (Orchidaceae), rząd szparagowce (Asparagales) w obrębie roślin jednoliściennych.
Wykaz gatunków
- Dendrolirium andamanicum (Hook.f.) Schuit., Y.P.Ng & H.A.Pedersen
- Dendrolirium calcareum (V.N.Long & Aver.) Schuit., Y.P.Ng & H.A.Pedersen
- Dendrolirium ferrugineum (Lindl.) A.N.Rao
- Dendrolirium kamlangensis (A.N.Rao) A.N.Rao
- Dendrolirium laniceps (Rchb.f.) Schuit., Y.P.Ng & H.A.Pedersen
- Dendrolirium lanigerum (Seidenf.) H.Jiang
- Dendrolirium lasiopetalum (Willd.) S.C.Chen & J.J.Wood
- Dendrolirium latilabellum (Seidenf.) Schuit., Y.P.Ng & H.A.Pedersen
- Dendrolirium malipoense (Z.J.Liu & S.C.Chen) H.Jiang
- Dendrolirium ornatum Blume
- Dendrolirium sicarium (Lindl.) Schuit., Y.P.Ng & H.A.Pedersen
- Dendrolirium tomentosum (J.Koenig) S.C.Chen & J.J.Wood